# Francoski frank
Francoski frank je nekdanja francoska denarna enota, z uradno ISO oznako FRF. Okrajšava za francoski frank je bila ₣ ali preprosto F.
Med 1360 in 1641 je bil francoski frank ime kovancev, vrednih 1 livre tournois, in do danes je ostal izraz za tolikšno količino denarja. Leta 1795 je bil ponovno vpeljan in je ostal uradna valuta do sprejetja evra leta 1999 (za potrebe računovodstva) in 2002 (kovanci in bankovci). 

## Zgodovina
Prvi frank je bil zlatnik, predstavljen leta 1360 za plačevanje davkov kralju Ivanu II. Francoskemu. Kovanec je predstavljal kraljevo svobodo in ga upodabljal na bogato okrašenem konju. Kovanec si je tako prislužil ime franc à cheval (kar pomeni »svoboden na konju« v Francoščini). Zaradi kovanca je kralj dobil naziv Francorum Rex (Kralj Frankov v latinščini) in tako je kovanec dobil ime frank. Ivanov sin Karel V. je nato nadaljeval tradicijo očeta in se upodabljal na kovancu z orožjem na konju, vendar je bil konj drugače oblečen.
Po smrti Ivana II. v ujetništvu v Angliji, je njegov sin Karel V. 20. aprila 1365 uradno preimenoval kovanec v denier d’or aux fleurs de lis, kjer je kralj upodobljen v stoječem položaju. Zaradi deflacije so začele padati cene in plačila, vendar slednja hitreje. Pariški župan Étienne Marcel je zato sprožil upor in Karel V. je moral pobegniti iz mesta. Franku je nato začelo kazati bolje.
Henrik III. je dokončno stabiliziral francosko valuto leta 1577. Tisti čas je zlato in srebro iz Španske Amerike doprineslo k svetovni inflaciji in francoski kralji, ki od tega bogastva niso imeli veliko so stvari še poslabšali z manipulacijami o vrednosti njihovih kovancev. Generalni stanovi so se srečali v Bloisu leta 1577 in zaradi pritiska ljudi zahtevali ustavitev manipulacije z valuto. Henrik III. se je s tem strinjal in obudil frank, ki je takrat postal srebrnik. Ta se je obdržal do leta 1641, ko ga je zamenjal Ludvik XIII. s svojim srebrnikom écu. Vendar je bilo še vedno prisotno ime frank.